# Хоккей на траве на летних Олимпийских играх 2016 — квалификация
Квалификация в хоккее на траве на летних Олимпийских играх 2016 прошла с сентября 2014 года по ноябрь 2015. По её результатам в Играх примут участие 24 команды (12 мужских и 12 женских).

## Мужчины

### Квалифицированные команды
| Турнир                                          | Дата                         | Место проведения | Квота | Страны                                 |
| ----------------------------------------------- | ---------------------------- | ---------------- | ----- | -------------------------------------- |
| Принимающая страна                              | 21 июля 2015                 | Торонто          | 1     | Бразилия                               |
| Азиатские игры 2014                             | 20 сентября — 2 октября 2014 | Инчхон           | 1     | Индия                                  |
| Полуфинал Мировой лиги 2014/15                  | 3 — 14 июня 2015             | Буэнос-Айрес     | 4     | Германия Канада Испания Новая Зеландия |
| Полуфинал Мировой лиги 2014/15                  | 20 июня — 5 июля 2015        | Антверпен        | 3     | Бельгия Великобритания Ирландия        |
| Панамериканские игры 2015                       | 14 — 25 июля 2015            | Торонто          | 1     | Аргентина                              |
| Чемпионат Европы 2015                           | 21 — 29 августа              | Лондон           | 1     | Нидерланды                             |
| Чемпионат Океании 2015                          | 21 — 25 октября              | Стратфорд        | 1     | Австралия                              |
| Африканский олимпийский квалификационный турнир | 23 октября — 1 ноября        | Рандбург         | —     | ЮАР                                    |
| Всего                                           |                              |                  | 12    |                                        |

## Женщины

### Квалифицированные команды
| Турнир                                          | Дата                         | Место проведения | Квота | Страны                                 |
| ----------------------------------------------- | ---------------------------- | ---------------- | ----- | -------------------------------------- |
| Принимающая страна                              | —                            | —                | —     | Бразилия                               |
| Азиатские игры 2014                             | 20 сентября — 2 октября 2014 | Инчхон           | 1     | Республика Корея                       |
| Полуфинал Мировой лиги 2014/15                  | 10 — 21 июня 2015            | Валенсия         | 4     | Китай Германия Аргентина Испания       |
| Полуфинал Мировой лиги 2014/15                  | 20 июня — 5 июля 2015        | Антверпен        | 4     | Нидерланды Новая Зеландия Индия Япония |
| Панамериканские игры 2015                       | 14 — 25 июля 2015            | Торонто          | 1     | США                                    |
| Чемпионат Европы 2015                           | 21 — 29 августа              | Лондон           | 1     | Великобритания                         |
| Чемпионат Океании 2015                          | 21 — 25 октября              | Стратфорд        | 1     | Австралия                              |
| Африканский олимпийский квалификационный турнир | 23 октября — 1 ноября        | Рандбург         | —     | ЮАР                                    |
| Всего                                           |                              |                  | 12    |                                        |